# Майдан (Чортківський район)
Майда́н — село в Україні,  у Копичинецькій міській громаді Чортківського району Тернопільської області. Центр колишньої сільради. До Майдану приєднано хутір Бенева. Через село проходить автошляхом Т 2011.
Населення — 290 осіб (2003).

## Історія
- 1680 року на підставі Журавненського договору спільна польсько-турецька комісія визначила кордони, за якими Майдан залишився в складі Корони Польської.[1]
- Діяли «Просвіта», «Луг» та інші товариства.
- 1944 проходило з'єднання С. Ковпака.
- 1945 — Майдан спалений, залишилося 4 будинки.
- Від 1954 до квітня 1993 село належало до Федорівської сільради[джерело?].

З 30 липня 2018 р. у складі Копичинецької міської громади.
12 червня 2020 року, відповідно до розпорядження Кабінету Міністрів України № 724-р «Про визначення адміністративних центрів та затвердження територій територіальних громад Тернопільської області» увійшло до складу Копичинецької міської громади .
19 липня 2020 року, в результаті адміністративно-територіальної реформи та ліквідації Гусятинського району, село увійшло до складу новоутвореного Чортківського району.

## Політика

### Парламентські вибори, 2019
На позачергових парламентських виборах 2019 року у селі функціонувала окрема виборча дільниця № 610234, розташована у приміщенні клубу.
Результати
- зареєстрований 171 виборець, явка 50,88 %, найбільше голосів віддано за Всеукраїнське об'єднання «Батьківщина» — 23,53 %, за Радикальну партію Олега Ляшка — 18,82 %, за Європейську Солідарність — 12,94 %.[5] В одномандатному окрузі найбільше голосів отримав Володимир Бліхар (Всеукраїнське об'єднання «Батьківщина») — 24,39 %, за Романа Василіцького (Об'єднання «Самопоміч») — 17,07 %, за Миколу Дюшняка (самовисування) — 15,85 %[6].

## Пам'ятки
- церква Пресвятої Трійці (дерев'яна, 1927 перевезена зі с. Скородинці Чортківського району, УГКЦ)
- костьол (1897).

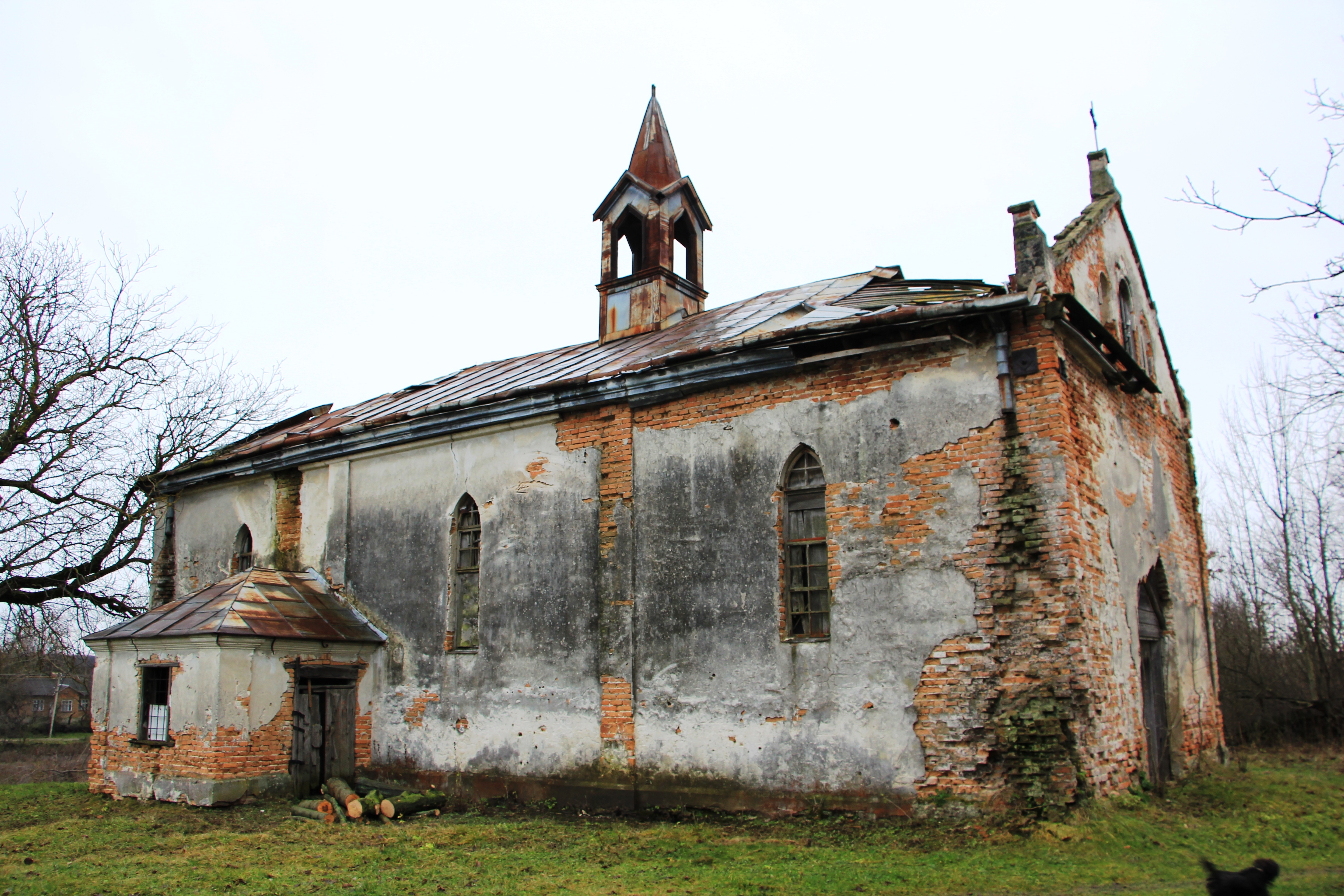
Костел 1897
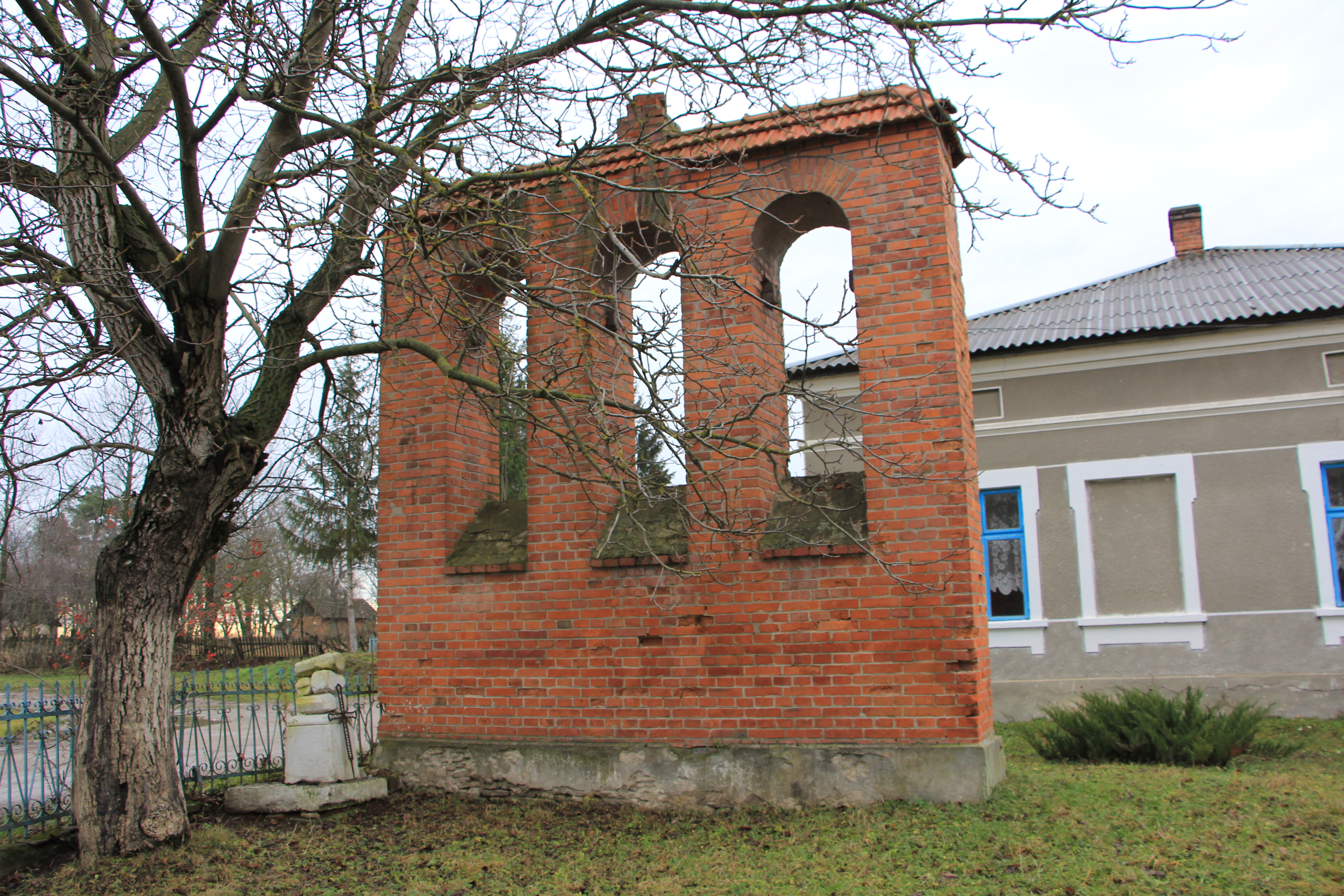
Дзвіниця
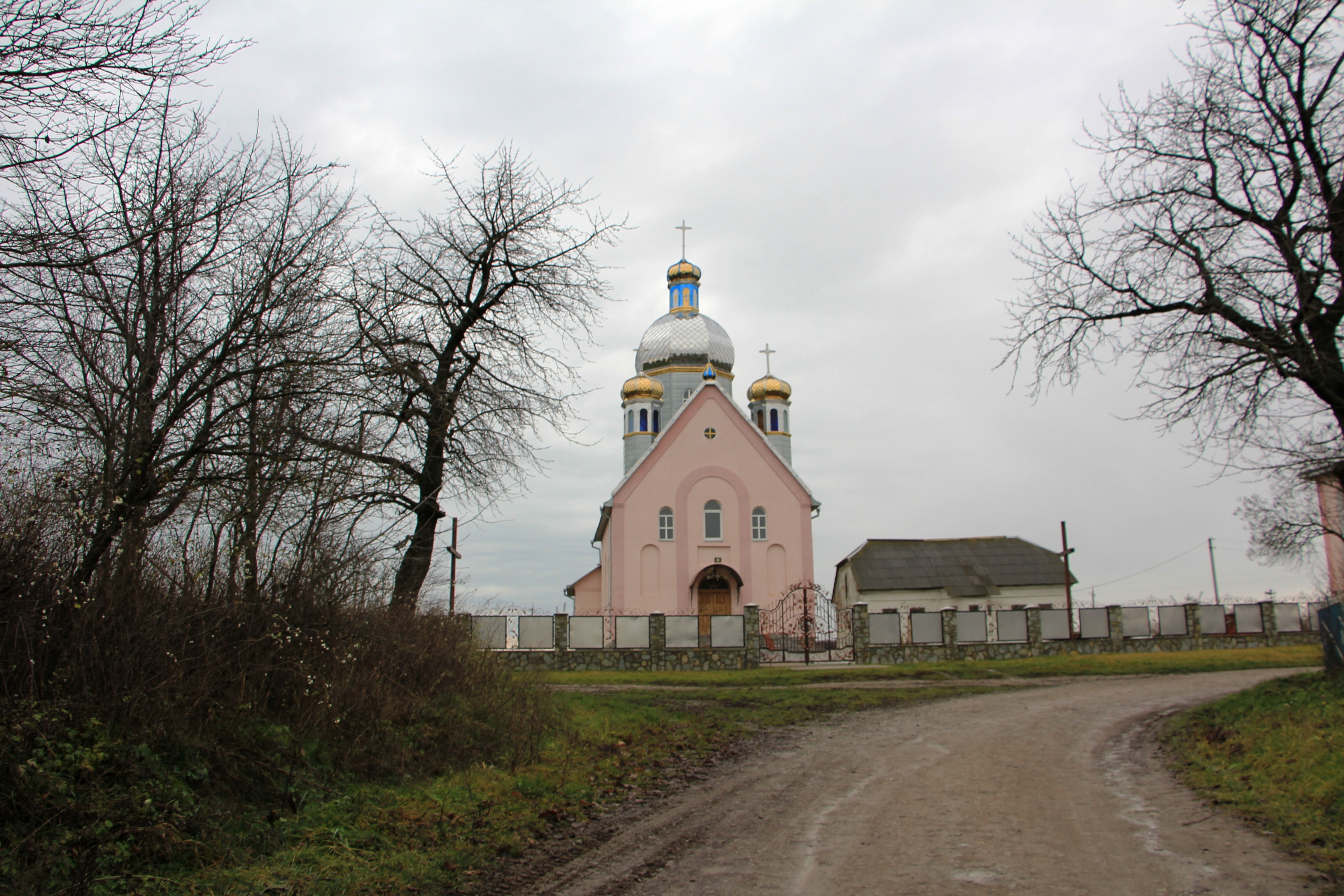
Церква
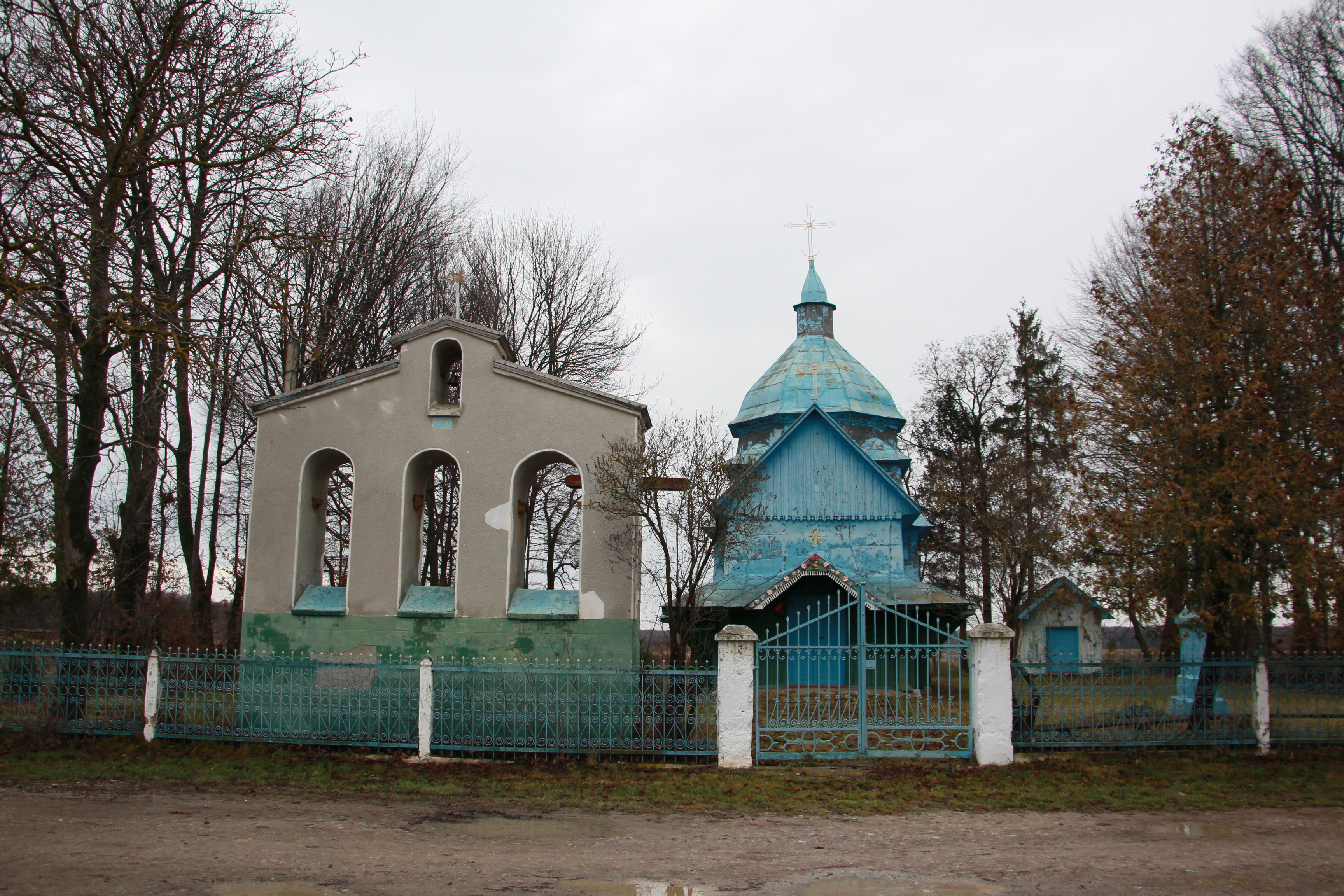
Церква Пресвятої Трійці 1927
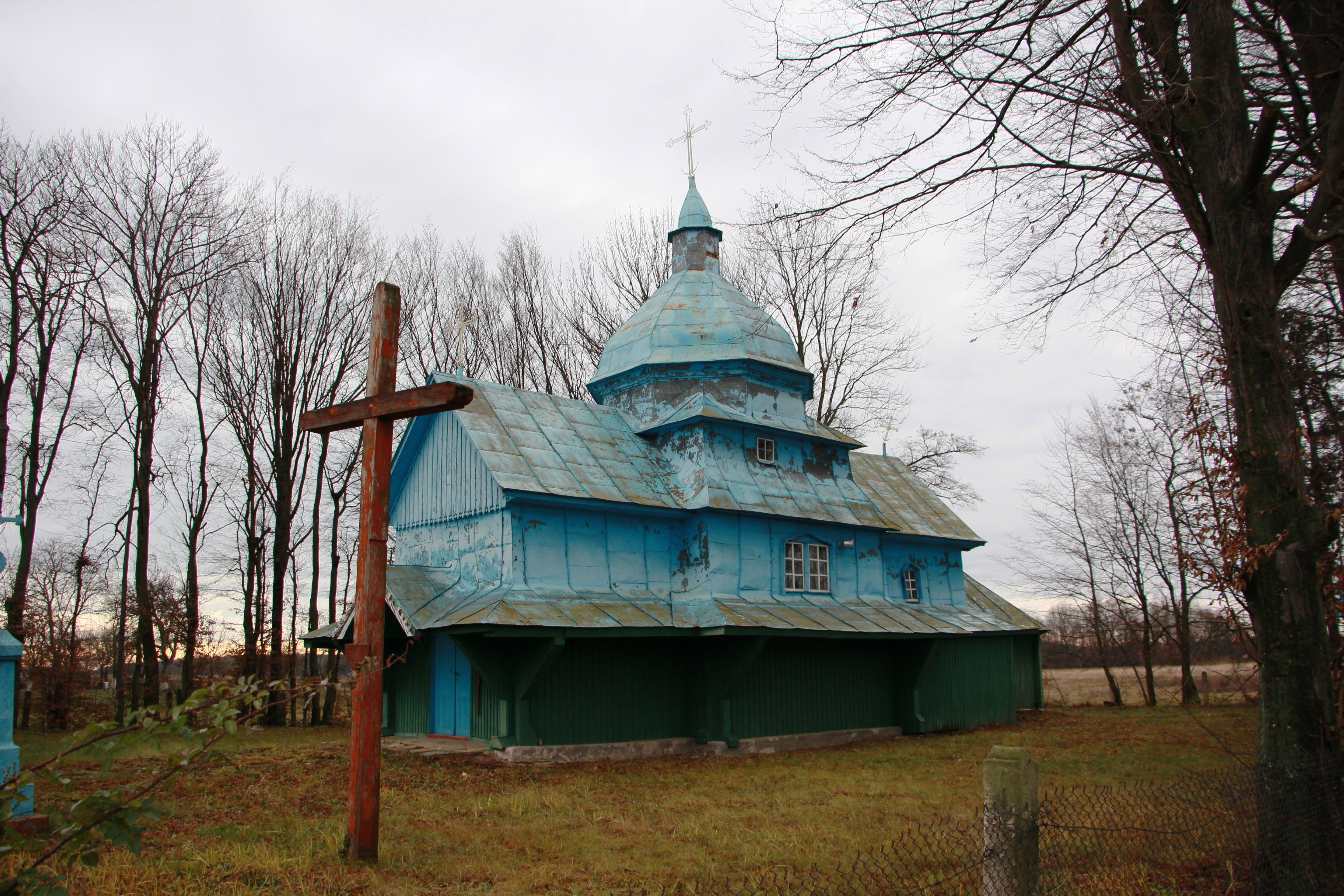
Церква Пресвятої Трійці 1927
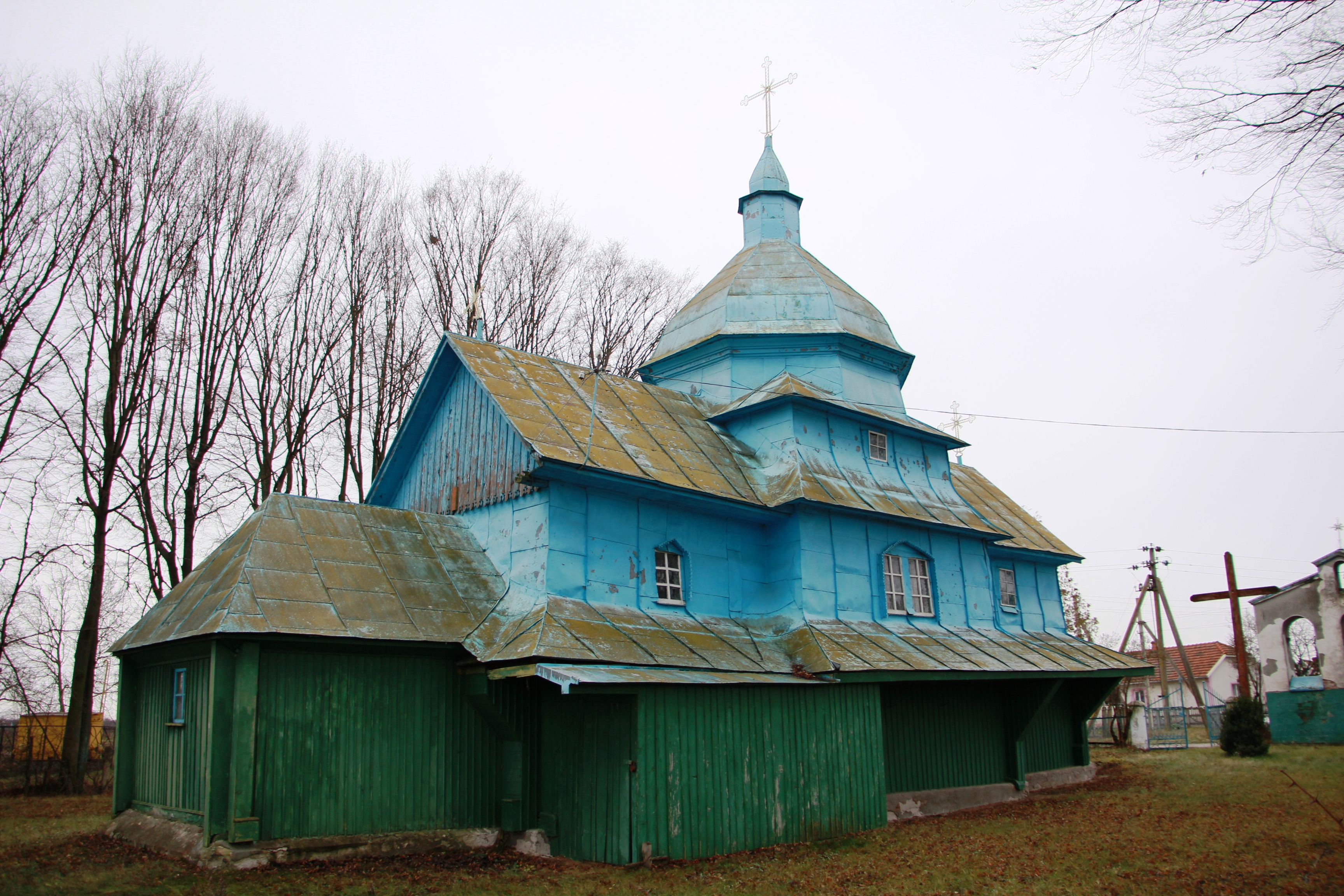
Церква Пресвятої Трійці 1927

## Соціальна сфера
Працюють загальноосвітня школа 1 ступ., клуб.

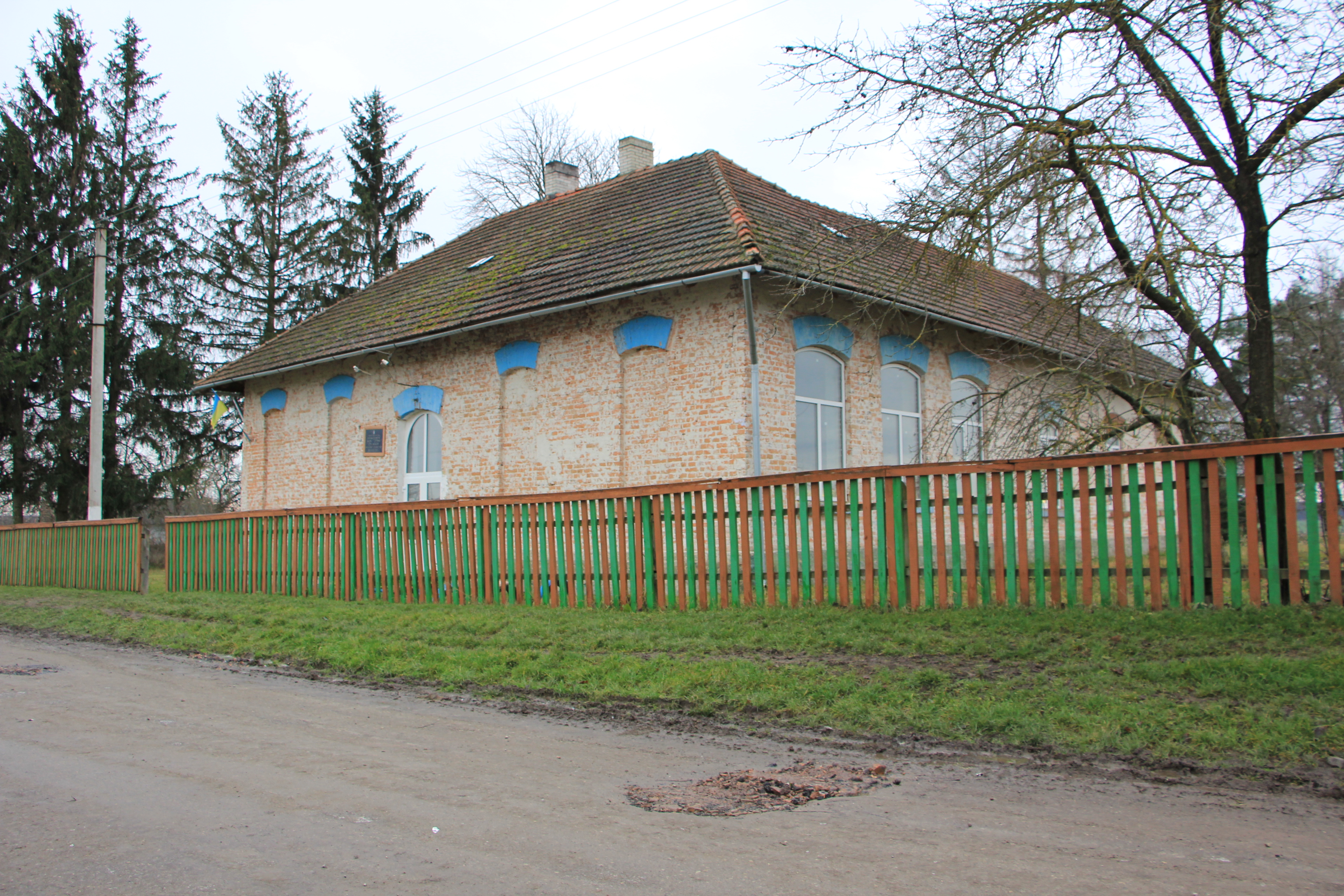
Школа
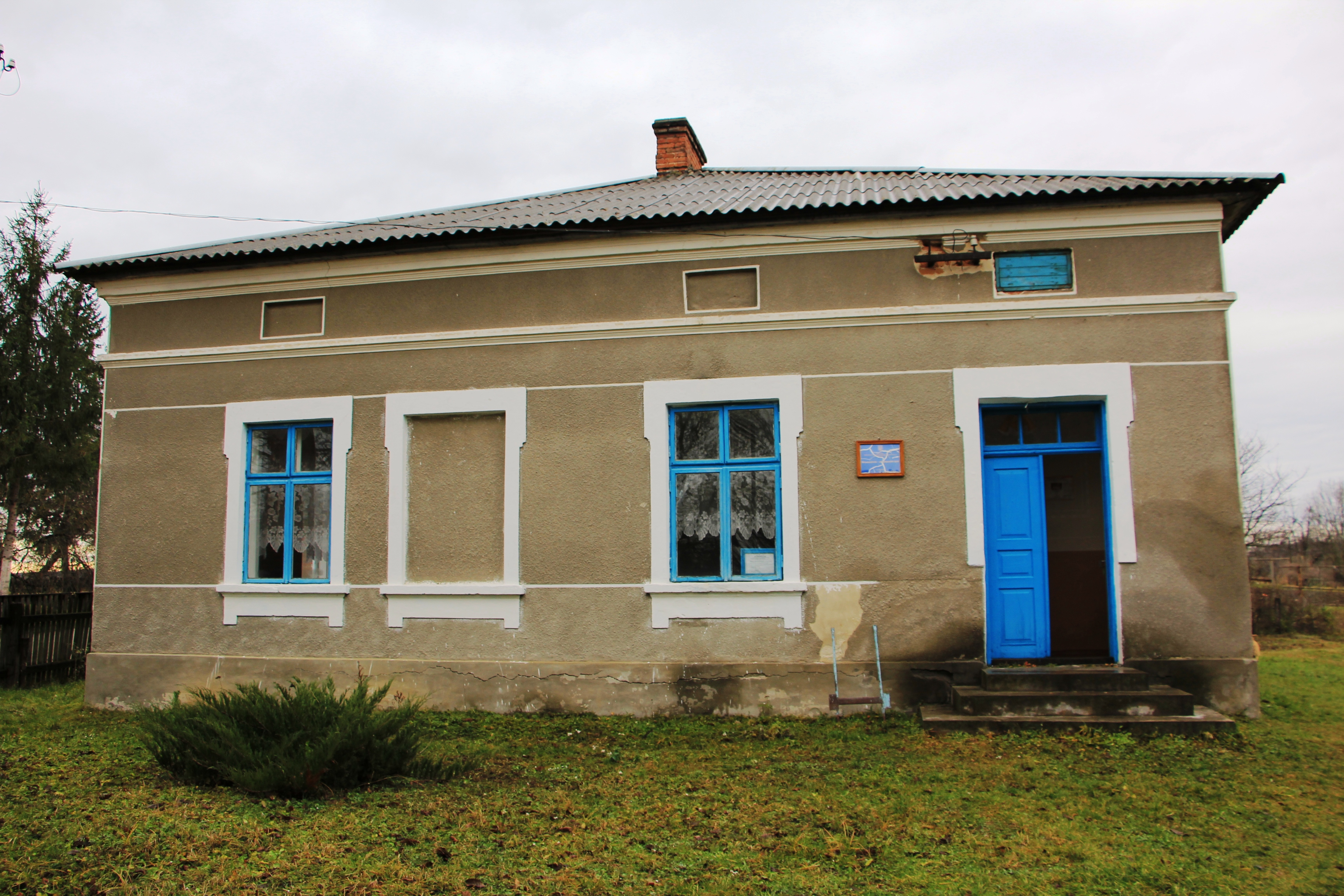
Сільська рада

## Відомі люди
- Йосипів Іван Романович (1993—2022) — український військовик, учасник російсько-української війни[7].
- Тарасовський Петро Миколайович (1995—2025) — український військовик, учасник російсько-української війни[8][9].

У Майдані свого часу побував поет Андрій Малишко.